# Institut national de jeunes sourds de Chambéry
L'Institut national de jeunes sourds de Chambéry est un institut français d'enseignement gratuit spécialisé dans l'éducation des jeunes sourds, situé à Cognin, commune limitrophe de Chambéry, dans le département français de la Savoie. Il propose des formations et des modalités d'accueil adaptées aux enfants et aux jeunes sourds.

## Statut et missions
L'institut actuel dépend du décret no 74-355 du 26 avril 1974 relatif à l’organisation et au régime administratif et financier des instituts nationaux de jeunes sourds et de jeunes aveugles dont l'article 2 précise les missions : en ce qui concerne les enfants et adolescents handicapés par une déficience auditive ou visuelle, les instituts nationaux ont pour missions :
- de contribuer au dépistage, à la prothèse ou à l’appareillage, à l’action médico-éducative précoce et postscolaire, à l’information des familles et à l’orientation de leurs enfants ;
- d’assurer à ceux qu’ils accueillent un enseignement, une formation professionnelle, une préparation à la vie sociale avec les moyens adaptés à leur handicap ;
- De participer à la recherche.

## Historique
En 1840, une religieuse, Madeleine Barthélémy, fonde une école pour jeunes filles sourdes dans une modeste maison du quartier de la future gare de Chambéry - Challes-les-Eaux. Deux ans plus tard, une institution identique est créée pour les garçons dans la même localité. D'abord dirigée par le baron Alexandre de Saint-Sulpice, celle-ci est confiée aux frères des écoles chrétiennes à partir de 1845. L'année suivante Charles Albert de Sardaigne place l’institution sous sa royale protection. 
La section des filles est alors hébergée au couvent du Sacré-Cœur et la section des garçons à Saint-Louis-du-Mont. Lors du rattachement de la Savoie à la France, Napoléon III transforme l’institution en établissement général de bienfaisance et d’utilité publique, soit en Institut Impérial. En 1863, l’Institut acquiert le château de Corinthe pour y installer les garçons.
En 1870, à la suite de la proclamation de la Troisième République, l’institution devient Institut national de sourds muets. Dès les premières années, le sport y prend une place importante et un poste de professeur de gymnastique est créé en 1886. En 1887, il bénéficie d'extensions, la direction devient laïque et les professeurs sont payés par l’État. Il accueille 140 pensionnaires en 1906 : 106 garçons et 34 filles. Celles-ci quittent le couvent du Sacré-Cœur pour Pont-de-Beauvoisin en 1910.
Depuis la fin de la Grande Guerre, l'institution de Chambéry est l’une des quatre institutions nationales avec Paris, Bordeaux et Metz. Il passe sous l'autorité du ministère de la santé publique en 1930. Alors qu'il est transformé en hôpital militaire par l'armée d'occupation de 1939 à 1945, les 70 garçons sont logés dans le vieux gymnase (devenu une remise). Leur effectif remonte à 220 en 1950, les enfants de moins de 6 ans étant accueillis à l’école maternelle locale. Depuis 1961, la construction d'un bâtiment « filles » permet de regrouper filles et garçons à Cognin. 
En 1967, 6 300 m2 d’ateliers modernes concrétisant l’importance de la formation professionnelle dans la prise en charge des jeunes sourds sont inaugurés. En 1973, 350 élèves sont scolarisés à l’institut et leur nombre monte jusqu’à 450 à la fin des années 1970. Entre-temps, en 1974, a lieu l'inauguration du centre d’audiologie.

## Évolutions récentes
Le 30 juin 1975, la loi d’orientation en faveur des personnes handicapées privilégie dans son article 1 le traitement médical et social des handicaps et encourage l’intégration. En 10 ans, le nombre d’enfants en intégration augmente considérablement. Dès l’année scolaire 1988-89, 236 élèves sont scolarisés, dont 7 en intégration (3 au lycée technique Monge et 4 à l’école Pasteur de Cognin) ce qui justifie, en septembre 1998, la mise en place d’un "Service d'accompagnement familial et d'éducation précoce" (SAFEP) et d'un "Service de soutien à l'éducation familiale et à l'intégration scolaire" (SSEFIS) maternel avec 15 enfants et la structuration d’un service SSEFIS primaire et secondaire qui accueille 37 enfants. On compte au total 204 élèves, dont 1/3 en intégration ou semi-intégration, ces derniers répartis essentiellement sur le bassin chambérien. Le sport tient une place importante dans l’environnement éducatif : en 1990, les sportifs de l’INJS détiennent 35 records de France dans leur catégorie.
Le 2 juillet 2004, sont créés les "Services de soutien à l'éducation familiale et à la scolarisation" (SSEFS) 74 (Haute-Savoie) et 73 (Savoie)  pour, respectivement, 60 places et 50 places suivis de la création du "Service d'éducation spécialisé et de soins à domicile" (SESSAD) pour 15 place portées à 30 en 2007 et du SAFEP pour 20 places. L’évolution vers l’inclusion scolaire en milieu ordinaire des enfants handicapés et plus spécifiquement ceux ayant une déficience sensorielle va conduire à une lente érosion des enfants accueillis en intra et à l’inverse un développement des accompagnements des enfants dans leur établissement scolaire de proximité.